# Campeonato Juvenil de la AFC 1963
El Campeonato Juvenil de la AFC 1963 se llevó a cabo entre el 18 y el 28 de abril de 1963 en la Federación de Malasia y contó con la participación de 12 selecciones juveniles de Asia.
Fue la segunda edición en la que ambas selecciones que jugaron la final compartieron el título, en este caso fueron Corea del Sur y Burma.

## Participantes
| - Burma - Camboya - Ceylon - Hong Kong | - India - Japón - Malaya (anfitrión) - Filipinas | - Singapur - Corea del Sur - Tailandia - Vietnam |

## Fase de grupos

### Grupo A
| País      | J | G | E | P | GF | GC | GD  | Pts |
| --------- | - | - | - | - | -- | -- | --- | --- |
| Burma     | 5 | 4 | 1 | 0 | 15 | 3  | +12 | 9   |
| Tailandia | 5 | 3 | 0 | 2 | 13 | 6  | +7  | 6   |
| Malaya    | 5 | 3 | 0 | 2 | 10 | 6  | +4  | 6   |
| India     | 5 | 2 | 1 | 2 | 6  | 5  | +1  | 5   |
| Camboya   | 5 | 2 | 0 | 3 | 7  | 12 | –5  | 4   |
| Filipinas | 5 | 0 | 0 | 5 | 3  | 22 | –19 | 0   |

| 18 abril | Malaya    | 5–1 | Filipinas |
| 19 abril | Tailandia | 4–0 | Camboya   |
|          | India     | 1–1 | Burma     |
| 20 abril | Malaya    | 2–1 | India     |
|          | Burma     | 4–0 | Filipinas |
| 21 abril | Filipinas | 0–5 | Tailandia |
|          | Camboya   | 1–0 | Malaya    |
| 23 abril | Malaya    | 1–2 | Burma     |
|          | Tailandia | 2–0 | India     |
| 24 abril | Camboya   | 6–2 | Filipinas |
| 25 abril | India     | 2–0 | Camboya   |
|          | Burma     | 4–1 | Tailandia |
| 26 abril | Filipinas | 0–2 | India     |
|          | Malaya    | 2–1 | Tailandia |
| 27 abril | Burma     | 4–0 | Camboya   |

### Grupo B
| País          | J | G | E | P | GF | GC | GD  | Pts |
| ------------- | - | - | - | - | -- | -- | --- | --- |
| Corea del Sur | 5 | 4 | 1 | 0 | 14 | 4  | +10 | 9   |
| Hong Kong     | 5 | 4 | 0 | 1 | 15 | 4  | +11 | 8   |
| Vietnam       | 5 | 2 | 2 | 1 | 10 | 7  | +3  | 6   |
| Singapur      | 5 | 2 | 0 | 3 | 10 | 14 | –4  | 4   |
| Japón         | 5 | 1 | 1 | 3 | 8  | 13 | –5  | 3   |
| Ceylon        | 5 | 0 | 0 | 5 | 3  | 18 | –15 | 0   |

| 18 abril | Singapur      | 4–1 | Ceylon        |
| 19 abril | Japón         | 1–4 | Corea del Sur |
|          | Vietnam       | 0–2 | Hong Kong     |
| 20 abril | Hong Kong     | 5–0 | Ceylon        |
|          | Singapur      | 1–3 | Corea del Sur |
| 21 abril | Singapur      | 2–3 | Vietnam       |
|          | Ceylon        | 1–2 | Japón         |
| 23 abril | Corea del Sur | 3–0 | Hong Kong     |
| 24 abril | Vietnam       | 4–0 | Ceylon        |
|          | Japón         | 2–3 | Singapur      |
| 25 abril | Corea del Sur | 1–1 | Vietnam       |
|          | Hong Kong     | 3–1 | Japón         |
| 26 abril | Ceylon        | 1–3 | Corea del Sur |
|          | Hong Kong     | 5–0 | Singapur      |
| 27 abril | Japón         | 2–2 | Vietnam       |

## Fase final

### Tercer lugar
| Equipo 1  | Resultado | Equipo 2  |
| --------- | --------- | --------- |
| Tailandia | 2-2       | Hong Kong |

### Final
| Equipo 1 | Resultado | Equipo 2      |
| -------- | --------- | ------------- |
| Burma    | 2-2       | Corea del Sur |

## Campeón
| Campeonato Juvenil de la AFC 1963 | Campeonato Juvenil de la AFC 1963 |
| --------------------------------- | --------------------------------- |
| Bandera de Birmania               | Bandera de Corea del Sur          |
| Burma 2º Título                   | Corea del Sur 3º Título           |